# Il duca e io
Il duca e io (The Duke and I) è un romanzo della scrittrice americana Julia Quinn pubblicato nel 2000. Si tratta del primo romanzo della saga dei Bridgerton e ha ispirato la prima stagione dell'omonima serie.

## Trama
Il libro è ambientato nel 1813 e racconta la storia di Daphne Bridgerton, quarta figlia della famiglia Bridgerton. Daphne, dopo aver debuttato in società, è alla ricerca dell'amore. Un vecchio amico del fratello maggiore, Simon Basset duca di Hastings, si innamora della fanciulla.

## Accoglienza
Il romanzo ha scalato le classifiche del New York Times.

## Edizioni
- Julia Quinn, Il duca e io, Arnoldo Mondadori Editore, 2020, ISBN 978-8804724278.